# لئو کستلی
لئو کستلی (انگلیسی: Leo Castelli; ۴ سپتامبر ۱۹۰۷ – ۲۱ اوت ۱۹۹۹) فروشنده آثار هنری اهل ایالات متحده آمریکا بود.